# Oficina de Conflictos de Intereses
La Oficina de Conflictos de Intereses (OCI) es el órgano directivo del Ministerio para la Transformación Digital y de la Función Pública, adscrito con autonomía propia a la Secretaría de Estado de Función Pública, que se encarga del control legal de las incompatibilidades de los altos cargos y del resto del personal de la Administración.
Asimismo, se encarga de la llevanza y gestión de los Registros de Actividades y de Bienes y Derechos Patrimoniales de altos cargos, y responsable de la custodia, seguridad e indemnidad de los datos y documentos que en ellos se contengan. Por sus características, la ley de creación establece para todo su personal un especial «deber permanente de mantener en secreto los datos e informaciones que conozca por razón de su trabajo».
Desde su creación en 2006, únicamente una persona ha ocupado la dirección de la Oficina, Flor María López Laguna. Fue nombrada a principios de 2007 con el rango de subdirectora general, y en 2018 el Gobierno la elevó finalmente a la categoría de directora general.

## Historia
La Oficina de Conflictos de Intereses fue creada en abril de 2006 por Ley de regulación de los conflictos de intereses de los miembros del Gobierno y de los Altos Cargos de la Administración General del Estado. Originalmente, se le dio rango de Subdirección General.
Desarrollado el órgano en 2009, a su titular le otorgó el título de «Director» y estableció la obligación de la Oficina de trasladar cada seis meses al Congreso de los Diputados un informe acerca del cumplimiento de las obligaciones previstas en la Ley, así como de las infracciones cometidas y de las sanciones impuestas, con indicación de los responsables. Durante este tiempo también se ampliaron sus competencias a gestionar el régimen de incompatibilidades de todo el personal al servicio de la Administración General del Estado, de sus organismos públicos y del sector público estatal.
La Ley de Transparencia del año 2013 le otorgó competencias de instrucción sobre los procedimientos sancionatorios contra altos cargos o personal de la Administración a raíz de actos en contra del buen gobierno.
En 2015 se aprobó la Ley reguladora del ejercicio del alto cargo de la Administración General del Estado, una ley que supuso importantes cambios para la Oficina. Entre ellos, se elevó a la Oficina a la categoría de Dirección General (aunque no se hizo efectivo hasta 2018), se estableció la obligación de que el director general fuese examinado, previo nombramiento, en una comisión parlamentaria, se estableció la prohibición de que el personal de la Oficina solicitara o aceptara instrucciones de ninguna entidad pública o privada, y se ampliaron sus competencias en lo relativo a gestión administrativa y poder requerir a autoridades.

## Funciones
El artículo 17 del Real Decreto 682/2021, de 3 de agosto, define dos funciones claras y remite a otras dos leyes. Las funciones son:
- Las correspondientes al régimen de incompatibilidades del personal al servicio de la Administración General del Estado, de sus organismos públicos y del sector público estatal.
- El fomento de los valores y principios de ética e integridad pública y la prevención de conflictos de intereses en colaboración con otros órganos, organismos y entidades en particular mediante el desarrollo de acciones de información y formación.

De acuerdo con la Ley 3/2015, de 30 de marzo, reguladora del ejercicio del alto cargo de la Administración General del Estado:
- Elaborar los informes previstos en la ley.
- La gestión del régimen de incompatibilidades y conflictos de intereses de los altos cargos del Estado.
- Requerir a quienes sean nombrados o cesen en el ejercicio de un alto cargo de la Administración General del Estado el cumplimiento de las obligaciones previstas en la ley.
- La llevanza y gestión de los Registros de Actividades y de Bienes y Derechos Patrimoniales de altos cargos de la Administración General del Estado, y la responsabilidad de la custodia, seguridad e indemnidad de los datos y documentos que en ellos se contengan.
- Colaborar, en las materias que le son propias, con órganos de naturaleza análoga.

De acuerdo con la Ley 19/2013, de 9 de diciembre, de transparencia, acceso a la información pública y buen gobierno:
- Instruir el procedimiento cuando el alto cargo tenga la condición de miembro del Gobierno o de Secretario de Estado.
- Instruir el procedimiento cuando los presuntos responsables sean personas al servicio de la Administración General del Estado distintas de los anteriores.

Además, la Orden HAP/1335/2012, de 14 de junio, de delegación de competencias, le otorga más funciones:
- La resolución de las opciones relativas al personal al servicio de la Administración General del Estado y sus Organismos Autónomos y Entidades de Derecho Público vinculados o dependientes, en aplicación de las disposiciones transitorias de la Ley 53/1984, de 26 de diciembre.
- La emisión de los informes a que se refiere el artículo 6.3 del Real Decreto 598/1985, de 30 de abril, sobre incompatibilidades del personal al servicio de la Administración del Estado, de la Seguridad Social y de los entes, organismos y empresas dependientes, que correspondan a peticiones de compatibilidad de actividades en el sector público, cuando el segundo puesto sea de la Administración General del Estado y sus Organismos Autónomos y Entidades de Derecho Público vinculados o dependientes, y deban resolverse en el ámbito de competencias de una Comunidad Autónoma o de una Corporación Local.
- La autorización o denegación de compatibilidad para el desempeño de un segundo puesto o actividad en el sector público prevista en el artículo 9 de la Ley 53/1984, de 26 de diciembre, cuando la actividad principal corresponda a la Administración General del Estado y sus Organismos Autónomos y Entidades de Derecho Público vinculados o dependientes y la resolución resulte conforme con la propuesta formulada por el órgano competente.
- El reconocimiento de compatibilidad para el ejercicio de actividades profesionales, laborales, mercantiles o industriales fuera de las Administraciones Públicas, previsto en el artículo 14 de la Ley 53/1984, de 26 de diciembre, cuando la actividad principal corresponda a la Administración General del Estado y sus Organismos Autónomos y Entidades de Derecho Público vinculados o dependientes, y la resolución resulte conforme con la propuesta formulada por el órgano competente.
- La resolución cuando, quienes accedan por cualquier título a nuevo puesto de trabajo del sector público susceptible de compatibilidad, soliciten ésta en los términos previstos por el artículo 10 de la Ley 53/1984, de 26 de diciembre.

## Estructura
De la Oficina de Conflictos de Intereses dependen los siguientes órganos directivos:
- La Subdirección General de Régimen de los Altos Cargos, que se encarga de las funciones de la Oficina relativas a incompatibilidades de los altos cargos y incumplimiento de lo establecido en la Ley de Transparencia.
- La Subdirección General de Régimen de Incompatibilidades de los Empleados Públicos, que ejerce las funciones de la Oficina sobre incompatibilidades del resto del personal al servicio de la Administración General del Estado o sus organismos y entidades.

## Directores
- Flor María López Laguna (9 de febrero de 2007-presente)[3][4]